# Kanton Saint-Astier
Kanton Saint-Astier (francouzsky Canton de Saint-Astier) je francouzský kanton v departementu Dordogne v regionu Akvitánie. Tvoří ho 12 obcí.

## Obce kantonu
- Annesse-et-Beaulieu
- La Chapelle-Gonaguet
- Coursac
- Grignols
- Jaure
- Léguillac-de-l'Auche
- Manzac-sur-Vern
- Mensignac
- Montrem
- Razac-sur-l'Isle
- Saint-Astier
- Saint-Léon-sur-l'Isle